# Résolution 994 du Conseil de sécurité des Nations unies
Membres permanents
- Chine
- États-Unis
- France
- Royaume-Uni
- Russie

Membres non permanents
- Allemagne
- Argentine
- Botswana
- Honduras
- Indonésie
- Italie
- Nigéria
- Oman
- République tchèque
- Rwanda

Résolution no 993 Résolution no 995
La résolution 994 du Conseil de sécurité des Nations unies, adoptée à l'unanimité le 17 mai 1995, après avoir réaffirmé toutes les résolutions sur les conflits dans l'ex-Yougoslavie, en particulier les résolutions 981 (1995), 982 (1995) et 990 (1995), a discuté du retrait des troupes croates de la zone de séparation à l'Est de la Slavonie (en Croatie), et le déploiement complet de l'Opération des Nations unies pour le rétablissement de la confiance (ONURC) dans ce pays.
Le Conseil de sécurité craignait que ses objectifs n'aient pas été atteints et que l'accord entre les parties croates du 7 mai 1995 ait été violé, notamment sur le retrait des troupes des zones de séparation. Le respect du cessez-le-feu et le retrait de ces zones étaient importants pour la mise en œuvre du mandat de l'ONURC. Le respect des droits de l'homme a été souligné, notamment dans la région de la Slavonie occidentale (secteur ouest du déploiement de l'ONURC).
Des déclarations antérieures du président du Conseil de sécurité sur l'offensive croate en Slavonie occidentale – l'opération Éclair – en violation de l'accord de cessez-le-feu signé le 29 mars 1994. Il s'est déclaré satisfait des mesures prises pour répondre aux exigences énoncées dans les déclarations, mais a exigé le retrait de toutes les troupes des zones de séparation. L'autorité de l'ONURC a été soulignée en plus du respect de sa sécurité et de sa sûreté. 
Le gouvernement croate a été invité à respecter les droits de la population serbe, notamment sa liberté de mouvement et son accès aux organisations humanitaires internationales. À cet égard, le secrétaire général Boutros Boutros-Ghali a été invité à évaluer la situation humanitaire en Slavonie en coopération avec le Haut Commissariat des Nations unies pour les réfugiés, le Haut-Commissaire des Nations unies aux droits de l'homme, le Comité international de la Croix-Rouge et d'autres. organisations. Les parties ont également été appelées à assurer la sécurité du tronçon autoroutier Zagreb-Belgrade dans la région et à éviter de nouvelles actions susceptibles d'aggraver la situation.

## Voir également
- Dislocation de la Yougoslavie
- Guerre de Croatie
- Opération Éclair
- Opération Tempête
- Guerres de Yougoslavie